# Юрис Лайзанс
Юрис Лайзанс е бивш латвийски футболист, полузащитник. Участник на Евро 2004 с отбора на Латвия.

## Кариера
Кариерата му започва в Сконто. През 2001 е привлечен в ЦСКА Москва. В първия си сезон с екипа на „армейците“ освен като опорен халф играе като краен полузащитник, ляв бек, а към края на сезона дори и като либеро. На следващия сезон става вицешампион на Русия и футболист на годината в Латвия. През 2003 е с основен принос за шампионската титла на „армейците“. В началото на 2004, с идването на новия треньор Артур Жорже, Юрис губи титулярното си място, тъй като португалецът разчита на Иржи Ярошик и Евгений Алдонин. През април 2004 Лайзанс решава да напусне ЦСКА. Към него постъпва оферта от Спартак Москва, но до трансфер не се стига. Играчът решава да остане в ЦСКА след като Ярошик е продаден на Челси.
През 2005 преминава под наем в Торпедо Москва и взима фланелка с номер 33.Престоят му при „черно-белите“ се оказва неуспешен, като изиграва само 9 мача. След това прекарва по 1 сезон в Ростов, Кубан и Шинник. През 2009 се завръща в Латвия с екипа на Олимп, а половин година по-късно играе за Вентспилс. В началото на 2010 се завръща в родния си Сконто Рига. След това играе във ФНЛ за Салют Белгород и Факел Воронеж. На 30 август 2012 отново се завръща в Сконто.
От 2014 г. работи в селекционния отдел на ФК Краснодар.